# Club Universitario de La Plata
El Club Universitario de La Plata (C.U.L.P) es un club histórico de la localidad platense de Gonnet, con sede social en La Plata. Fue fundado oficialmente en 6 de marzo de 1937. Existe una etapa pre-fundacional entre 1925 y 1937, de la que se conoce la existencia de un equipo de rugby, un grupo de teatro, un coro, y que se practicaba natación. Fue iniciativa de don Benigno Rodríguez Jurado, profesor de gimnasia del Colegio Nacional Rafael Hernández quien difundió la práctica del rugby entre sus estudiantes; y del Dr. Manuel Brunet, presidente del Club y Rector del Colegio que pertenece a la Universidad, quien sostuvo la idea de constituir un club competente tal como era el Club Universitario de Buenos Aires (C.U.B.A)
Sin edificio propio, los equipos de rugby tuvieron que alternar sus partidos como local en las canchas del Colegio Nacional y el Estadio Provincial, hasta que en 1959, el gobierno de la provincia de Buenos Aires le otorgó al Club tierras en Manuel B. Gonnet, lugar donde actualmente funciona la Sede Deportiva.
Con el correr del tiempo, el Club Universitario de La Plata ha ido creciendo paulatinamente, no sólo como institución deportiva que ha ido obteniendo logros y reconocimientos a través de sus distintos representantes en cada una de las disciplinas compitiendo en los principales torneos a nivel nacional, sino que también sus tres sedes se han ido convirtiendo en espacios claves en la ciudad; un punto de encuentro obligado para quienes busquen practicar actividades recreativas o simplemente un descanso con familia y amigos al aire libre, en medio de un parque enorme o a orillas del río.

## Sedes
Sede Social - Calle 46 nro 372 e/ 2 y 3 (La Plata)
Aquí se encuentran -además de la administración central del club- dos canchas de vóley (una profesional), un gimnasio para ejercicios físicos y otro con aparatos y musculación, salones para practicar esgrima, judo, yoga, coro y diversos tipos de talleres. 
Además, esta sede cuenta con salones destinados a la realización de fiestas y eventos culturales.
Sede Deportiva - Calle 14 esquina 501 (Gonnet)
La principal actividad deportiva se practica en este enorme predio de dieciséis hectáreas. Esta sede cuenta con canchas de tenis; paddle; vóley; rugby; hockey; básquet; tres piletas de verano y una techada.
La variada forestación que rodea todo el terreno lo convierte en uno de los principales pulmones verdes de la ciudad de La Plata, y ofrece de esta manera el marco ideal para que las familias disfruten de una jornada de descanso y armonía.
Además de las parrillas, quinchos y estacionamiento privado, la sede cuenta con un chalet multiespacio que posee dos salones grandes destinados a la organización de fiestas y eventos sociales de todo tipo.
Sede Náutica - Avenida Alte. Brown Col. 201 (Ensenada)
Este es el predio destinado a las actividades deportivas náuticas y subacuáticas. Está ubicado a orillas del Río de La Plata, y cuenta con un muelle de pesca de 550 metros con aguas pasantes, bajada náutica, área de servicios para embarcaciones y circuito para la práctica de los deportes acuáticos.
En el resto de las cuatro hectáreas -y además del acceso a la playa- se pueden encontrar piletas de verano, canchas de tenis de polvo de ladrillo, canchas de bochas, tejo, vóley playero, básquet y patinaje.
El restaurante, las parrillas, los quinchos y los salones para eventos pueden ser utilizados por los usuarios, brindando todas las comodidades para disfrutar de un día de descanso a orillas del río, en el marco de una hermosa y variada vegetación.

## Actualidad Deportiva
En la actualidad el Club Universitario de La Plata está pasando por un momento deportivo que se podría calificar como positivo, ya que tiene a varios de sus deportes en el máximo nivel como Rugby, Hockey, Básquet, Vóley entre otros. En las Artes Marciales el Taekwondo tuvo resultados destacados especialmente durante el 2007 cuando consiguió dos campeones nacionales, seis medallas de plata y ocho de bronce en dicho torneo; más una de oro, una de plata y dos de bronce a nivel internacional. El equipo de natación de la "U" está integrado en la liga nacional de natación y unas fechas de dicho torneo se juegan en la pileta olímpica del Club, donde en la última realización estuvo presente José Meolans, n.º 1 en este deporte acuático en la Argentina.

## Rugby
Actualmente la división superior de Rugby de la "U" esta en la categoría Primera A de la Unión de Rugby de Buenos Aires (URBA) y tiene a varias de sus categorías juveniles en muy buen nivel deportivo. Las instalaciones de rugby se encuentran en la sede Deportiva del Club, en el barrio Manuel B. Gonnet. La sede se encuentra más precisamente en la calle 14 y 501. En ese campo de deportes hay tres canchas de rugby con el tamaño reglamentario y una más de rugby infantil.
La división superior en el año 2013 consiguió el ascenso por tercera vez en su historia a la máxima categoría del rugby de la Unión de Rugby de Buenos Aires, en la que se sigue afianzando.

## Hockey
Actualmente el Club Universitario de La Plata, cuenta con cinco planteles femeninos y uno masculino que compiten en el Torneo de Asociación Amateur de Hockey de Buenos Aires. El plantel masculino compite en la máxima categoría del hockey metropolitano. Completan la grilla de categorías dos equipos de Mami Hockey, uno de Papi Hockey, dos de Mini Hockey y una escuela de Hockey. La infraestructura para la práctica de este deporte se compone de dos canchas de césped sintético.

## Taekwondo
El Taekwondo de la institución se encuentra a cargo del Maestro Neves Mendes y del Instructor Marcelo Pereiro; funciona dentro de la escuela Centro Profesional de Taekwondo y por ende se encuentra federado Nacionalmente bajo los lineamientos de la F.A.T.I (federación Argentina de Taekwondo I.T.F.) e internacionalmente bajo la I.T.F.(Federación Internacional de Taekwondo).

## Natación
EL club cuenta con un equipo de Nadadores Federados, uno de Promocionales y un Pre-equipo; como así también un gran equipo de Nadadores Master.
Los logros deportivos de la institución son muchísimos, siendo el principal referente de la natación en la Ciudad de La Plata. Más de mil personas concurren diariamente al polideportivo donde se encuentra el natatorio de 25 metros. Cuenta con cursos para todos los niveles desde niños de 3 años hasta cursos para adultos, gimnasia acuática y waterpolo. 
En la sede náutica de Punta Lara se practican windsurf y kite board. En las importantes instalaciones de la sede náutica, patrimonio histórico provincial se desarrollan, además, un sinúmero de actividades deportivas, familiares, culturales y sociales.

## Waterpolo
Actualmente cuenta con 3  equipos: 2 de mayores masculino, 1 juvenil mixto .
Los equipos de mayores masculino CULP A y CULP B ( este último formado por mayores y juveniles) se encuentran federados y participando de torneos nacionales de segunda fuerza. Durante el corriente año el Club está participando de la Liga Nacional A, con los 2 equipos masculinos (CULP A en Zona Sur, y CULP B en zona Centro) y el Torneo Metropolitano B con un equipo combinado

## Colegio del Club Universitario de La Plata
La creación del proyecto educativo del Club Universitario de La Plata fue una idea de la Comisión Directiva que asumió en el mes de octubre de 2014, que buscó fortalecer el tradicional rol institucional del Club ofreciendo un nuevo servicio a la comunidad platense.
La tarea implicó, inicialmente, la realización de diversas gestiones y diagramación de líneas de trabajo, para las que se contó con el apoyo de socias con amplia experiencia en la gestión de establecimientos educativos.
El día 26 de febrero de 2016 se inició el primer ciclo lectivo en el jardín (nivel inicial), que fue finalizado por un total de (12) doce alumnos y alumnas de 3 y 4 años de edad, en una sala multiedad.
La modalidad de jornada completa con orientación deportiva e integración al Club, la vida en la naturaleza y el aprendizaje del idioma inglés fueron desde su inicio los puntales del proyecto.
En el año 2019 se inaugura el nuevo edificio de la escuela primaria, situado detrás del tradicional Chalet histórico, en íntima vinculación con el complejo polideportivo (pileta y cancha de básquet techadas) y la cancha de básquet a cielo abierto. Para el inicio de dicho ciclo lectivo el jardín contaba ya con 44 niños y niñas matriculados y la escuela primaria con 26 alumnos y alumnas, distribuidos entre su primer y segundo grado.
Desde sus inicios, el Proyecto Educativo abre sus puertas a trabajar con y en la diversidad, que contempla,  comprende y atiende a las diferencias, aceptando y respetando las distintas necesidades de sus alumnos, alumnas y sus familias. Esto  implica  compromiso,  valoración y aceptación de todos los alumnos. Como así también el reconocimiento de que todos pueden aprender desde las diferencias y heterogeneidad social.
En el año 2017, el crecimiento del Jardín y la proyección de la futura Escuela Primaria dieron cuenta de la necesidad de adoptar una nueva forma jurídico-organizacional que, con independencia funcional y patrimonial del Club, pudiese albergar todas las necesidades del Proyecto Educativo del Club Universitario de La Plata. Es por ello que, en diciembre de 2017, por decisión de la Comisión Directiva se creó la Fundación del Club Universitario de La Plata.
Esta Fundación, que es una persona jurídica con independencia funcional, patrimonial y administrativa del Club, cuenta con un Consejo de Administración que, toma las decisiones trascendentes que hacen a la vida de la Fundación y, en consecuencia, del Proyecto Educativo, a cuya expansión, basados en un modelo de educación de calidad e inclusiva, y de respeto a los derechos humanos, propenden todas sus acciones.
El establecimiento de esta nueva Fundación permitió sentar las bases para un crecimiento sólido del Proyecto Educativo, a la vez que asegurar que sus ingresos corrientes sean destinados en forma exclusiva a su mantenimiento y crecimiento futuro.
A diferencia de otros proyectos educativos de gestión privada, en éste no existe ánimo de lucro, por lo que todo superávit futuro será reinvertido en el fortalecimiento y crecimiento del proyecto educativo, con repercusión positiva para las infraestructuras del club.
Entre los años 2019 y 2020 el proyecto termina de consolidarse mediante la creación del tercer grado de la escuela primaria, renovación de algunas autoridades y la incorporación a su equipo de coordinación y docente de personas con sólida trayectoria académica y en la gestión.
En el año 2024 inaugura el Nivel Secundario del Colegio.
Al año 2025 el Colegio ha logrado consolidarse, alcanzando en la actualidad una matrícula que supera en su conjunto los 300 estudiantes. Se proyecta que la misma se duplicará en el transcurso del próximo lustro.